# لو شارمل
لو شارمِل (به فرانسوی: Le Charmel) یکی از کمون های فرانسه است که در پیکاردی واقع شده‌است.

## خصوصیات
لو شارمِل یا لُ شَرمِل ۹٫۸۳ کیلومترمربع مساحت و ۳۲۴ نفر جمعیت دارد و ۱۸۰ متر بالاتر از سطح دریا واقع شده‌است.